# Kami Seiji
Seiji Kami (sinh ngày 3 tháng 9 năm 1972) là một cầu thủ bóng đá người Nhật Bản.

## Sự nghiệp câu lạc bộ
Seiji Kami đã từng chơi cho Nagoya Grampus Eight.